# Maria Jimenez Herrera
Maria Francisca Jiménez Herrera és una infermera catalana, que va néixer l'any 1966 a Tarragona especialitzada en recerca en l'àmbit clínic del malalt crític en situacions d'urgències i emergències, ètica i bioètica.

## Trajectòria acadèmica
L'any 1989 es va diploma en infermeria a l'Escola d'Infermería Universidad de Barcelona (Secció VII). L'any 2001 es va llicenciar en Antropologia Social i Cultural a la Universitat Rovira i Virgili, al 2002 va obtenir el títol de Màster en Bioètica i Dret a la Universitat de Barcelona  i al 2003 va obtenir el Diploma d'estudis Avançats. Al 2007 es diploma en Criminologia per la Universitat d'Alacant.
Doctorada el 2009 en Antropologia Social i Cultural per la Universitat Rovira i Virgili amb la tesi Construcción de la ética asistencial del cuidar en urgencias y emergencias. Ha fet diverses estades d'estudi post doctorals a universitats com: Universitat de Hiroshima al Japó, Universitat Nelson Mandela a South Africa, i a la Universitat de Boras a Suecia on l'any 2021 la van nomenar Professora Visitant. Col·labora com examinadora externa de diferents programes de posgrau a la Universitat de Cork.
Ha treballat com a infermera assistencial a l'Hospital Universitari Joan XXIII i al Sistema de Emergències Mèdiques de Catalunya. Des del 1997 al 2002 és professora associada del Departament d'Infermeria de la Universitat Roviria i Virgili de Tarragona on s'inicia el 2003 com a profesora titular d'escola universitaria i passa a la categoria de Professora Universitària titular el 2012. És secretaria de la Escola d'Infermeria del 2004 al 2006, secretaria del departament d'infermeria del 2008 al 2012, posteriorment desde el finals del 2012 al 2019 directora del departament d'infermeria i a finals del 2019 fins a juliol del 2022 fos Degana de la Facultat de Infermeria de la Universitat Rovira i Virgili.]. A l'actualitat es Secretaria General de la Universitat.
Ha col·laborat activament en el desenvolupament de l'ètica i de les directrius per a l'exercici de les actuacions infermeres en l'atenció a les urgències i emergències de l'àmbit prehospitalari per encàrrecs rebuts des del Col·legi Oficial d'Infermeres i Infermers de Tarragona, del Col·legi Infermeres de Barcelona i del Consell de Col·legis d'Infermeres i Infermers de Catalunya, especialment en l'elaboració del Codi d'Ètica de las Infermeres i Infermers de Catalunya. Es vicepresidenta de la Conferencia Nacional de Decanos de Enfermeria de España 
És membre del comitè d' Ètica assistencial del Hospital Joan XXIII i del Comitè de Ètica d' Investigació amb Medicaments de l'Institut Pere Virgili. Ha col·laborat en la elaboració del Codi de Bones pràctiques en Recerca de la Universitat Rovira i Virgili.
Igualment, és membre de la European Academy of Nursing Science, de l'Acadèmia de Ciències Mèdiques Bàsiques de Salut de Catalunya i Balears, Observatori de Bioètica i Dret i de la Societat Espanyola de Urgencies i Emergències.
Jiménez ha fet una tasca important en la difusió de la realitat del col·lectiu infermer i de les activitats de recerca que desenvolupa, col·laborant amb diferents mitjans de comunicació com el Diari de Tarragona o el Periodico de Catalunya i en entrevistes de televisió i radio. Ha participat com a conferenciant en un gran nombre de congressos tan nacionals com internacionals tant del àmbit de l'ètica com de la pràctica clínica en diferents àmbits assistencials.

## Recerca
Les seves línies de recerca principals es fonamenten en el àmbit de l'ètica aplicada, oncologia, malalt crítics i innovació docent. Els darrers treballs de recerca s'ha centrat en investigar en sensibilitat moral dels estudiants d'infermeria. Dirigeix tesis doctorals en el programa de doctorat de Infermeria i Salut de la Universitat Rovira i Virgili.
Jiménez pertany a diversos grups d'investigació com el Grup PREHSOPEN sobre atenció prehospitalaria urgent, pertanyent a la Universitat de Boras (Suècia), que és un grup interdisciplinar que tracta aspectes d'educació, de salut, ètica, atenció al malalt crític desde la perspectiva de la infermeria extrahospitalaria. Igualment, és membre del Grup Consolidat de recerca: Infermeria Avançada SGR 1030 (CARING) format per investigadores i investigadors de la pràctica clínica i professorat, que té com a objectiu investigar sobre cuidatges desde moltes vessants. 
Participa en projectes d'investigació tant nacionals (FIS) como internacionals(ENVISION-ERASMUS+) i en la International Network of Universities (INU) així com de la innovació docent de la pròpia Universitat.

## Publicacions
Maria F. Jiménez és autora de capítols de llibre i articles en revistes especialitzades centrats sobretot en pràctica clínica de les cures basades en l'evidència i ètica. Destaquen més de 60 publicaciones en diferents produccions científiques i les seves darreres 10 publicacions.
Ha publicat a Revista De La Sociedad Española De Medicina De Urgencias Y Emergencias., a Medicina Intensiva, Acta Biomedica De L'ateneo Parmense. 92, Journal Of Research In Nursing. 26, Journal Of Medical Internet Research. 23, Annals Of Palliative Medicine, Atencion Primaria, Asia-Pacific Journal Of Oncology Nursing., Supportive Care In Cancer., Critical Care, Bmc Nursing

## Premis i reconeixements
La seva tesi doctoral va obtenir el premi en 2010 del Certamen Nacional de Enfermería “Ciudad de Sevilla”.
També ha obtingut altres premis com a la mejor comuniciación de Enfermeria de las XXXI Jornadas Catalanas de Enfermeria Intensiva i Crítica titulada Evaluación de los factores que los profesionales sanitarios creen que influyen en el cumplimiento de la posición semiincorparada en pacientes críticos sometidos a ventilación mécanica mediante un cuestionario validado. Premio otorgado por la Academia de la Ciències Mèdiques i de la Salut de Catalunya i de Balears i la Societat Catalana de Medicina Intensiva i Crítica Barcelona, mayo de 2014 o el Premi de Investigació d'Infermeria del Colegio Oficial de Enfermeria de Tarragona al mejor proyecto titulat Traducción, validación y adaptación al español de los cuetionarios MVP y MEP para evaluar valores y los aspectos éticos en la toma de decisiones. Premi de Recerca de l'Associació Catalana d'Infermeria de Salut Mental) 2021, entre otros.
Cal destacar també la concessió de la Beca de la Fundació Victor Grifols para la invesitigación en Etica i Bioètica, al 2019, amb el projecte Sensibilidad moral de estudiantes de enfermeria de grado y posgrado.